# Акчакале
Акчакале (тур. Akçakale) — город и район в провинции Шанлыурфа (Турция).

## История
Люди жили в этих местах с древнейших времён. Впоследствии город входил в состав разных государств; в XVI веке он попал в состав Османской империи.
10 октября 2019 года Акчакале совместно с городом Джейланпынар подвергся обстрелу со стороны курдов из СДС.